# Ceratinella tosior
Ceratinella tosior là một loài nhện trong họ Linyphiidae.
Loài này thuộc chi Ceratinella. Ceratinella tosior được Ralph Vary Chamberlin miêu tả năm 1949.